# Macha (deessa)
Macha és una triple deessa celta que pot tenir aparences diverses: Macha la pèl-roja, Macha l'esposa d'Nemed, i Macha l'esposa de Cruinniuc.
Es considerava que Macha la pèl-roja era l'aspecte guerrer de la deessa Morrigan. Macha la pèl-roja va ser coronada reina d'Irlanda en aconseguir el regne a la mort del seu pare, un dels tres monarques que regnaven el país atenent-se a un cicle rotatiu. Macha l'esposa d'Nemed, cap de la tercera invasió mítica d'Irlanda, és considerada una maga que prediu la destrucció del país pel conflicte del Táin. Com a esposa de Cruinniuc, es va veure obligada a formar part d'una cursa estant embarassada. Feia temps, Cruinniuc fanfarronejava que la seva dona era més veloç que els cavalls del rei, i aquest va exigir que Macha ho demostrés. En acabar la cursa, havent guanyat, Macha va maleir el rei i el Regne de l'Ulster, i anuncià que en els moments de major necessitat el seu llinatge patiria com una dona en el moment del part i tot seguit va morir en parir bessons.